# Дом с палатами в Малом Палашёвском переулке
Дом конца XVIII века с палатами XVII века (Палаты в Палашах) — историческое здание в центре Москве (Малый Палашёвский пер., 7). В основе здания, построенного в конце XVIII века, палаты XVII века. Дом с палатами имеет статус объекта культурного наследия федерального значения.

## История
Изначально палаты в Малом Палашёвском переулке стояли напротив церкви Рождества Христова в Палашах (снесена в 1930-х).
В конце XVIII — начале XIX века палаты в Малом Палашёвском переулке были надстроены высоким вторым этажом. Фасад дома получил оформление в стиле неоклассицизма. Дворовая часть дома имеет антресоль.
В начале XIX века дом принадлежал жене ротмистра Л. И. Мельгуновой. Во второй половине XIX века дом принадлежал Аделаиде Сергеевне Яковлевой, как и соседнее владение, выходившее на Тверскую улицу. Особняк в переулке она сдавала в наём, а жила в доме на Тверской.
В 1880—1890-х годах дом снимал поэт Алексей Ермилович Разорёнов. Он открыл в нём собственную «овощную лавочку», ставшую своеобразным литературным клубом, где собирались в основном поэты-самоучки.
В 1920-х годах в доме разместился Союз литовских пролетарских писателей имени Ю. Янониса. В 1980-х годах проводились реставрационные работы, в ходе которых был раскрыт фрагмент оригинальной стены палат XVII века (южная стена, выходившая к церкви). 
Сейчас здание занимает Представительство Правительства Нижегородской области.
В доме жил актёр и режиссёр С. К. Блинников.